# Erice
Pour les articles homonymes, voir Éryx et Victor Erice.
Erice est une ville italienne d'environ 29 000 habitants située dans la province de Trapani en Sicile, en Italie.

## Géographie
Erice est une ville située au nord-ouest de la Sicile dans la province de Trapani (12 km de Trapani), sur le mont San Giuliano, à 756 m d'altitude.

## Histoire

### Préhistoire
L'occupation du mont Éryx remonte au Néolithique et à l'Âge du bronze. Le site est une des principales cités des Élymes (peuple considéré par certains comme les seuls autochtones siciliens).
La cité est conquise par les Carthaginois au VIe ou Ve siècle av. J.-C. Ils élèvent une muraille cyclopéenne sur un soubassement mégalithique élyme, pour se défendre des Syracusains.

### Antiquité
Dans l'Antiquité, la ville était connue sous le nom d'Éryx (en grec ancien Έρυξ / Érux). Selon la légende, elle aurait été fondée par le héros éponyme Éryx, fils d'Aphrodite et Boutès. Si ce ne sont que des récits étiologiques, la mythologie nous dit alternativement aussi que la fondation de la ville est liée à celle de Ségeste. En effet, c'est sous la pression d'un oracle déclarant qu'il faudrait sacrifier les jeunes filles pour apaiser le courroux des Dieux, que Laomédon, roi de Troie, exile l'une d'elles qui échoue en Sicile où elle enfante Aceste du dieu-fleuve local Crimissos. Aceste érige et nomme donc la ville de Ségeste en hommage à sa mère ; certaines versions suggèrent également qu'Aceste ait aussi fondé les villes d'Entella et d'Éryx selon le nom des sœurs de cette jeune fille troyenne. L'historien grec Thucydide nous apprend par la suite que la partie occidentale de la Sicile, alors considérée comme le territoire des Sicanes, est peuplée par des Troyens fuyant la prise de leur ville après la guerre de Troie, qui se fondent avec les autochtones pour former le peuple des Élymes.
La cité d'Éryx était le siège d’un culte voué à une déesse-mère préhistorique (créatrice de l’univers, promotrice de la vie), identifiée au gré des influences et occupations, à l'Astarté phénicienne, l'Aphrodite grecque et la Vénus romaine. Le culte était rendu par des prostituées sacrées qui accomplissaient l'acte générateur de la vie avec des pèlerins de passage, notamment les marins. Chaque année, les colombes sacrées quittaient Éryx pour l'Afrique (anagogé) et revenaient neuf jours après (catagogé). Le sanctuaire, symbolisé par un temple dorique érigé au VIe ou Ve siècle, traverse ainsi l'Antiquité, jusqu'à ce que les chrétiens y bâtissent une basilique dédiée à la Vierge. Les Romains, surtout, accordent beaucoup d'importance au culte de cette Vénus Érycine, mère et bienfaitrice d'Énée et protectrice des Romains face aux Carthaginois, au point de lui consacrer deux temples à Rome (sur le Capitole en -217 et en -181 près de la Porte Colline, mais aussi en Afrique.
Éryx a été aussi une grande base carthaginoise aux VIe et Ve siècles av. J.-C. Elle joue un rôle essentiel dans les luttes contre les Grecs puis les Romains. En -277, Pyrrhus Ier assiège les Carthaginois à Eryx et mène lui même l'assaut. Lors de la première guerre punique, Eryx, Heircté et Lilybée sont les places fortes carthaginoises. Un temps occupé par les Romains, la forteresse accueille les garnisons d'Hamilcar Barca de -244 à -241.

### Moyen Âge
Erice est conquise en 831 par les Arabes, puis reconquise par Roger de Hauteville en 1067 ; la ville devient normande et est nommée « Monte San Guliano » jusqu’en 1934. 
Au milieu du Moyen Âge, elle atteint son plein essor avec l'influence normande : le château des XIIe et XIIIe siècles est construit sur les ruines du temple de la Vénus Erycine, une petite église dédiée à Santa Maria della Neve y est construite probablement à la même époque. 
Le pont-levis est remplacé par une rampe d'accès au XVIe siècle, avec le comblement des douves entre la partie basse fortifiée ("castello di Balio") et le rocher. Le comte Pepoli mène des travaux de restauration au XIXe siècle, et des fouilles archéologiques sont entreprises par la Surintendance des Antiquités en 1930 et 1931 sous la direction de Giuseppe Cultrera.

## Culture
En 1963 a été créée, dans quatre anciens monastères d'Erice, la fondation Ettore Majorana et Centre pour la Culture Scientifique (Ettore Majorana Foundation and Center for Scientific Culture, EMFCSC), qui organise des écoles scientifiques spécialisées périodiques et distribue annuellement le prix Ettore Majorana, Science for Peace.

## Sport
La ville dispose d'un stade sportif, le Stade polysportif provincial de Trapani, qui sert d'enceinte à domicile pour le club de football du Trapani Calcio.

## Administration
| Période                                  | Période  | Identité                  | Étiquette | Qualité |
| ---------------------------------------- | -------- | ------------------------- | --------- | ------- |
| 2017                                     | en cours | Daniela Toscano Pecorella | PD-UdC    |         |
| Les données manquantes sont à compléter. |          |                           |           |         |

### Hameaux
Napola, Ballata, Casa Santa, Pizzolungo

### Communes limitrophes
Buseto Palizzolo, Paceco, Trapani, Valderice

## Monuments

### Chiesa Matrice
Église fortifiée du XIVe siècle avec une nef de style neo-gothique.
|  |  |  |  |

### Castello di Venere

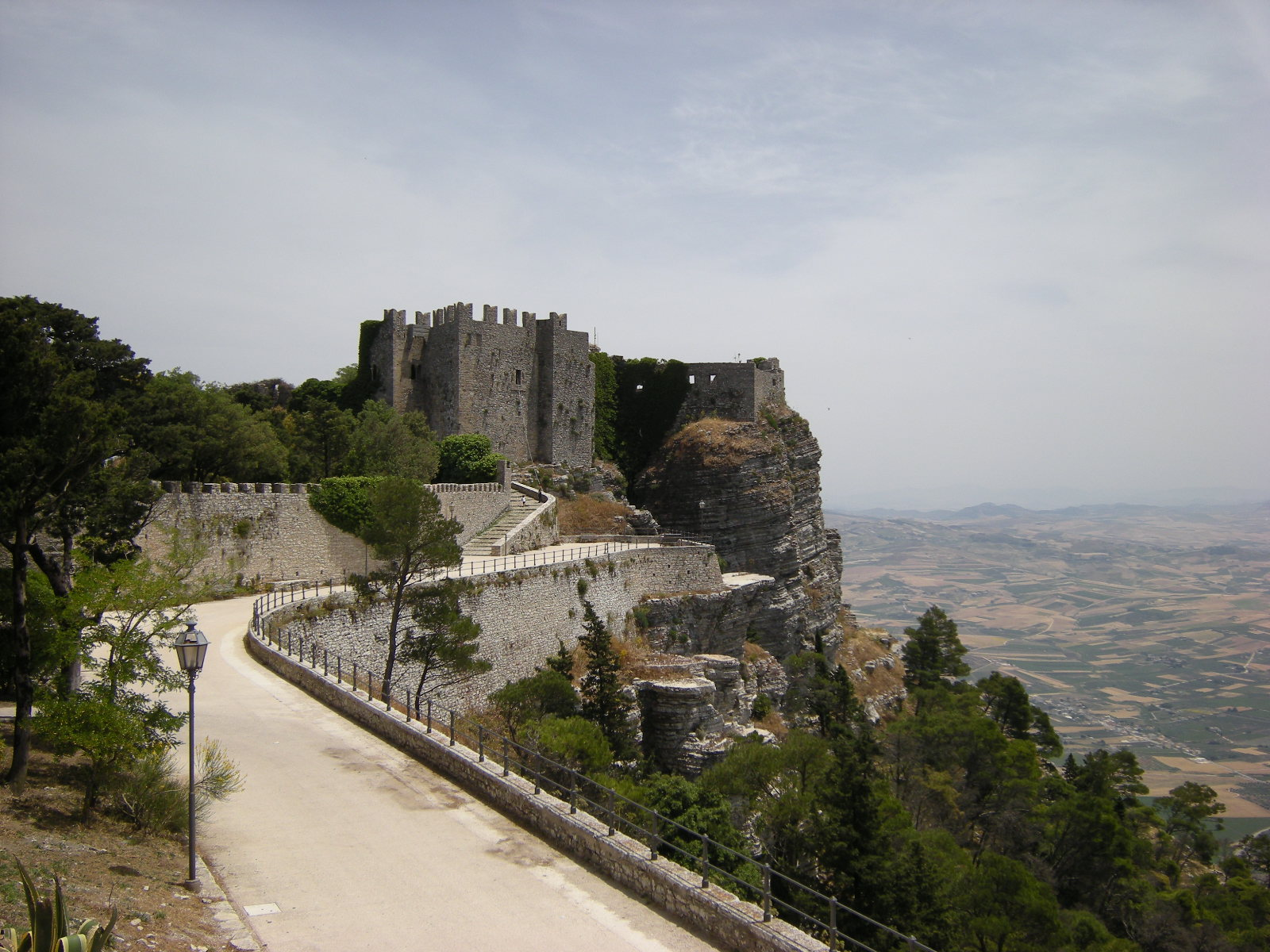
Castello di Venere.

Château normand du XIIe siècle.